# Marmorgärdsmyg
Marmorgärdsmyg (Pheugopedius sclateri) är en fågel i familjen gärdsmygar inom ordningen tättingar.

## Utseende och läte
Marmorgärdsmygen är distinkt medelstor gärdsmyg. Den är varmbrun ovan, med vitt ögonbrynsstreck, ansiktet streckat i svartvitt och svarta fläckar på bröstet. Stjärten och undre stjärttäckarna är kraftigt tvärbandade. Sången består av ljudliga och behagliga fraser och lätet liknas vid att dra fingret på en kam.

## Utbredning och systematik
Marmorgärdsmyg delas upp i tre distinkta underarter med följande utbredning:
- Pheugopedius sclateri columbianus – förekommer i Anderna i Colombia (Valle och Cundinamarca)
- Pheugopedius sclateri paucimaculatus – förekommer i sydvästra Ecuador och nordvästra Peru
- Pheugopedius sclateri sclateri – förekommer i Marañónflodens avrinningsområde i sydligaste Ecuador och norra Peru

Sedan 2016 urskiljer Birdlife International och naturvårdsunionen IUCN columbianus och paucimaculatus som de egna arterna "colombiagärdsmyg" och "prickbröstad gärdsmyg". 
Tidigare placerades den i släktet Thryothorus, men DNA-studier visar att arterna i släktet inte är varandras närmaste släktingar.

## Levnadssätt
Marmorgärdsmygen hittas i buskigt skogslandskap och skogsbryn, från havsnivån till 1600 meters höjd, dock lokalt högre. Den ses i par i den täta undervegetationen.

## Status
IUCN bedömer hotstatus för underarterna (eller arterna) var för sig, alla tre som livskraftiga.

## Namn
Fågelns vetenskapliga artnamn hedrar Philip Lutley Sclater (1829-1913), engelsk ornitolog och samlare av specimen.